# جزر سوندا
جزر سوندا هي مجموعة من الجزر تشكل الجزء الغربي من أرخبيل الملايو
وتقسم إلى مجموعتين رئيسيتين:
- جزر سوندا الكبرى من الغرب للشرق
  - سومطرة
  - جاوا
  - بورنيو
  - سولاوسي
- جزر سوندا الصغرى من الغرب للشرق
  - بالي
  - لومبوك
  - سومباوا
  - فلوريس
  - سومبا
  - تيمور
  - أرخبيل ألور
  - جزر بارات دايا
  - جزر تينيمبار.[1][2][3]